# Evgenij Samojlov
Evgenij Samojlov (San Pietroburgo, 16 aprile 1912 – Mosca, 27 febbraio 2006) è stato un attore sovietico.

## Filmografia parziale

### Attore
- Slučajnaja vstreča (1936)
- Ščors (1939)
- Svetlyj put' (1940)
- Il cuore dei quattro (1941)
- Cvetnye kinonovelly (1941)
- Mašen'ka (1942)
- Alle sei di sera dopo la guerra (1944)
- Mal'čik s okrainy (1947)
- Il tribunale dell'onore (1948)
- L'indimenticabile 1919 (1951)
- Geroite na Shipka (1955)
- Krušenie ėmirata (1955)
- Neokončennaja povest' (1955)
- K Čёrnomu morju (1957)
- Oleko Dundič (1958)
- Bessonnaja noč' (1960)
- Živye i mёrtvye (1964)
- Desna incantevole (1964)
- Staryj dom (1969)
- Waterloo (1970)
- Boris Godunov (1986)

## Premi
- Artista onorato della RSFSR
- Artista popolare della RSFSR
- Artista del popolo dell'Unione Sovietica
- Premio Stalin
- Ordine al merito per la Patria
- Ordine della Bandiera rossa del lavoro
- Ordine della Rivoluzione d'ottobre